# Сиви камион црвене боје
Сиви камион црвене боје је српски филм из 2004. године. Режирао га је Срђан Кољевић, који је написао и сценарио. Аутор музике у филму је Мишко Плави.

## Радња
Јун 1991. године. Последњи дани мира у Југославији. Ратко, момак из Босне, потпуни далтониста, након изласка из Мардеља, из забаве (патолошка љубав према камионима!) краде камион. Сузана, девојка из Београда, сазнаје да је у другом стању и одлучује да оде у Дубровник на неколико дана да заради новац за побачај. Док је стопирала, он је умало прегази и тако путовање настављају заједно.
Етнички сукоб био је неизбежан, али далтониста „морон” и темпераментна градска девојка не могу да схвате разлику између супротстављених страна. Када још више упадну у невоље, она хоће да иде кући, али сада је прекасно за то јер — Ратко је заљубљен у њу. Повратка више нема, а она ће открити да је љубав чудо и да боје не значе ништа.

## Улоге
Списак улога:
| Глумац                | Улога                 |
| --------------------- | --------------------- |
| Срђан Тодоровић       | Ратко Чворо           |
| Александра Балмазовић | Сузана Меденица       |
| Драган Бјелогрлић     | Швабо                 |
| Богдан Диклић         | Поп                   |
| Борис Миливојевић     | Грбави                |
| Милутин Караџић       | Средоје               |
| Тома Курузовић        | Старац                |
| Милорад Мандић        | Шеф паравојске Кокара |
| Саша Латиновић        | доктор                |
| Бранислав Лалевић     | продавац              |
| Урош Ђурић            | Рамбо                 |
| Бранко Ђурић          |                       |
| Ђорђе Бранковић       | Шеф момака            |
| Бојан Димитријевић    | Војни Полицајац       |
| Милан Делчић Делча    | гинеколог             |

## О филму
Ово је прича о једном обичном момку који упознаје мало необичнију девојку у веома необично и лудо ратно време; прича о последњем дану мира 1991. године у бившој Југославији; прича у којој љубав чини чуда и у којој боје не значе ништа. У њој два сасвим различита лика налазе начина да преброде све међусобне разлике, да пређу те километре који раздвајају њихове родне градове, другаре из детињства, погледе на живот и на срећу. Да апсурд буде већи, ова прича дешава се у тренутку потпуног распада земље коју су чинили веома слични народи — из недовољно јасних разлога, како се то и у самом филму види.
Главни ликови су Ратко, камионџија без дозволе, из неке босанске забити (игра га
Срђан — Жика Тодоровић) и Београђанка Сузана (игра је млада словеначка глумица Александра Балмазовић). Ратко је далтониста, што му, по сопственом тумачењу, омогућава сасвим другачији поглед на свет (то је уједно и објашњење наслова филма). Сузана је београдска шмизла која у животу бира увек онај лакши пут. Они се срећу на самом почетку дугог путовања на које свако од њих креће из жеље за бекством, али из сасвим другачијих побуда.
Током путовања схватамо да су ова два откачењака једини нормални људи у земљи коју захвата потпуно лудило. Њих двоје ће успети да пређу све препреке и барикаде на путу кроз разне делове земље коју је захватио рат. На том путу срешће необичног попа (Богдан Диклић), српског Квазимода (Борис Миливојевић), аутентичног шефа паравојске из јужне Босне (Милорад Мандић), локалног властелина (Драган Бјелогрлић), сељака који шверцује мртве (Дубравко Јовановић) и многе, многе друге.

## Награде
- Немачка национална награда за најбољи филм за 2004. годину.[7]

Овом остварењу припала је награда публике, специјална награда жирија за хумор и награда жирија власника немачких биоскопа.
- Награда публике на 26. филмском фестивалу у Монпелијеу[2]
- Врњачка Бања: Друга награда за сценарио[9]